# Комиссия по правам человека ООН
Комиссия по правам человека (англ. United Nations Commission on Human Rights, UNCHR) — комиссия при Экономическом и социальном совете ООН (ЭКОСОС), созданная согласно статье 68 Устава ООН. Основана в 1946 году, 15 марта 2006 г. комиссию сменил Совет по правам человека ООН. Комиссию составляли не эксперты, а представители государств, избираемых ЭКОСОС. Работе Комиссии по правам человека содействовало Управление Верховного комиссара ООН по правам человека.

## История
Комиссия по правам человека была учреждена 10 декабря 1946 года на первом заседании ЭКОСОС и была одной из двух первых «Функциональных комиссий», учреждённых в рамках начальной структуры ООН (второй была Комиссия по положению женщин). Этот орган был создан согласно условиям Устава ООН (в частности, согласно положениям Статьи 68), который подписали все государства-члены ООН.
В истории существования Комиссии можно выделить два периода. С 1947 года по 1967 год орган придерживался политики абсентеизма, которая подразумевала, что Комиссия по правам человека сосредоточится на поддержке прав человека и помощи государствам в разработке соглашений, но не будет расследовать случаи нарушения прав и выказывать своё порицание в отношении нарушителей. Для данного периода было характерно строгое соблюдение принципа суверенитета.
В 1967 году Комиссия по правам человека избрала политику вмешательства в дела суверенных государств. Данное десятилетие ознаменовалось деколонизацией Африки и Азии, и многие страны Европы настаивали на более активной политике ООН в сфере прав человека, особенно в свете массовых нарушений при апартеиде в Южной Африке. Новая политика подразумевала, что Комиссия также будет расследовать нарушения и обнародовать о них отчёты.
Для более эффективной реализации этой политики были введены прочие изменения. В 1970-х годах появилась идея создания рабочих групп отдельно для каждой географической зоны. Данные группы должны были сосредоточить усилия на расследовании фактов нарушения прав человека в данном регионе или даже в целой стране, как, например, в Чили. С наступлением 1980-х годов началось формирование специализированных групп, которые занимались конкретными типами правонарушений.
Тем не менее, никакие из указанных мер не помогли Комиссии по правам человека достичь желаемой эффективности, главным образом, из-за присутствия в составе органа нарушителей прав человека, а также по причине его политизации. В течение следующих лет, до момента упразднения, Комиссия по правам человека все больше теряла доверие среди борцов за права человека.
Последнее заседание Комиссии было проведено в Женеве, 27 марта 2006 года, а затем в том же году она была заменена Советом по правам человека ООН.

## Обязанности
В обязанности Комиссии входила разработка предложений и рекомендаций, представление Экономическому и Социальному Совету докладов относительно международно-правовой регламентации гражданских и политических прав человека, прав женщин и детей, защиты меньшинств, предупреждения дискриминации по признакам пола, расы, языка и религии, других вопросах прав человека.
Правительства и неправительственные организации представляли Комиссии по её требованию информацию о нарушениях прав человека, нередко представители критикуемых правительств выступали в Комиссии или её органах с целью дать объяснения и ответы. Если ситуация была достаточно серьёзной, Комиссия могла принять решение поручить расследование независимым экспертам и призвать соответствующее правительство осуществить требуемое изменение. В таком порядке, например, был рассмотрен ряд конкретных ситуаций в Южной Африке и Намибии (1967 г.), на оккупированных арабских территориях, включая Палестину (1968 г.), в Чили (1975—1978 гг.), в Афганистане, Сальвадоре, Иране и др.

## Структура
На момент ликвидации Комиссия состояла из представителей от 53 государств-членов ООН, избранных членами ЭКОСОС. Постоянных членов в составе Комиссии не было; каждый год (обычно в мае) приблизительно треть членов Комиссии собиралась для проведения выборов представителей на трехлетний срок.
В целом представители назначались по регионам. В 2005 году регионы были представлены следующим образом:
- 15 представителей от африканских государств:
  - Буркина-Фасо, Конго (Браззавиль), Египет, Эритрея, Эфиопия, Габон, Гвинея, Кения, Мавритания, Нигерия, Южная Африка, Судан, Свазиленд,Того, Зимбабве
- 12 представителей от азиатских государств:
  - Бутан, Китайская Народная Республика, Индия, Индонезия, Япония, Малайзия, Непал, Пакистан, Катар, Республика Корея, Саудовская Аравия, Шри-Ланка
- 5 представителей от государств Восточной Европы:
  - Армения, Венгрия, Румыния, Российская Федерация, Украина
- 11 представителей от латиноамериканских и карибских стран:
  - Аргентина, Бразилия, Коста-Рика, Куба, Доминиканская Республика, Эквадор, Гватемала, Гондурас, Мексика, Парагвай, Перу
- 10 представителей от западноевропейских и прочих стран:
  - Австралия, Канада, Финляндия, Франция, Германия, Италия, Голландия, Соединённое Королевство, Соединённые Штаты Америки

Комиссия проводила заседания каждый год в ходе очередной сессии, которая длилась шесть недель с марта по апрель в Женеве, Швейцария. В январе 2004 года на 60-й сессии Австралия была избрана председательствующей страной. В январе 2005 года Индонезия была избрана председателем 61-й сессии. Перу было избрано председателем 62-й сессии в январе 2006 года. Последнее заседание Комиссии состоялось 27 марта 2006 года.

## Подкомиссия по поддержанию и защите прав человека
В 1999 году Экономический и Социальный Совет поменял название Подкомиссия по предупреждению дискриминации и защите меньшинств на Подкомиссию по поддержанию и защите прав человека.
Подкомиссия по поддержанию и защите прав человека была главным органом в составе Комиссии по правам человека. В её состав входили 26 экспертов, чьей обязанностью было изучение — особенно с позиций Всеобщей декларации прав человека — и разработка рекомендаций Комиссии относительно предотвращения дискриминации любого вида, относящейся к правам человека и основным свободам, а также в отношении защиты расовых, национальных, религиозных и языковых меньшинств. Члены комиссии избирались по принципу равноправного географического представительства.
Подкомиссия организовала семь рабочих групп по изучению отдельных проблем:
- Меньшинства
- Транснациональные корпорации
- Отправление правосудия
- Борьба с терроризмом
- Современные формы рабства
- Проблемы коренного населения
- Коммуникация (процессы передачи информации)
- Общественные дискуссии

Совет по правам человека, заменив Комиссию по правам человека в 2006, принял на себя все обязанности Подкомиссии.

## Специальные процедуры
Комиссия по правам человека учредила 30 специальных процедур, или механизмов, для разрешения ситуаций, сложившихся в конкретной стране, а также для решения конкретных вопросов, таких, как свобода слова и убеждений, пытки, права на пищу и образование.
Председатель Комиссии назначал экспертов в определённых областях сферы прав человека на должность специальных докладчиков на срок не более шести лет. Их работа не оплачивается, это независимые эксперты, которые получают в своё распоряжение сотрудников и материально-техническую базу Управления Верховного комиссара ООН по правам человека. В их задачи входит изучение, проверка, рекомендации и публичный отчёт о правах человека в конкретных странах и регионах. Они могут сообщать властям об обнародованных нарушениях, а также по приглашению посещать страны с целью получения фактического материала о ситуации в сфере прав человека.
Специальные процедуры подразделяются на две категории:
- Тематические мандаты
- Мандаты по странам

Для осуществления специальных процедур также существуют рабочие группы, состоящие из пяти экспертов, которые проверяют и изучают конкретные проблемы в сфере прав человека. Комиссией были сформированы три группы:
- Рабочая группа по произвольным задержаниям
- Рабочая группа по насильственным или недобровольным исчезновениям
- Рабочая группа по использованию наемников как средство нарушения прав человека и противодействие осуществлению права народов на самоопределение

В настоящее время специальные процедуры находятся под контролем Совета по правам человека ООН.

## Критика
Комиссию не раз критиковали за то, какие государства входили в её состав. В частности, несколько государств-членов Комиссии сами совершали нарушения в сфере прав человека, в том числе государства, чьи представители избирались в качестве председателей.
Также Комиссию критиковали за то, что она не проводила конструктивные обсуждения проблем в сфере прав человека, а лишь организовывала собрания, на которых занимались лишь перекладыванием вины на других участников и избирательной критикой, имеющей под собой политические мотивы. Стремление государств, которые сами нарушали права человека, быть избранными в Комиссию по правам человека, главным образом, объяснялось их желанием оградить себя от порицания за подобное поведение.
Группы активистов в течение продолжительного времени выражали обеспокоенность присутствием среди членов Комиссии таких стран, как Китайская Народная Республика, Зимбабве, Россия, Саудовская Аравия и Пакистан, а также присутствием Алжира, Сирии, Ливии и Вьетнама в прошлом. В этих странах установлено множество нарушений прав человека. 4 мая 2004 года представитель США, Сичан Сив, покинул Комиссию после избрания Судана в её члены, назвав это «абсурдом» в свете этнической чистки в Судане, ставшей результатом конфликта в районе Дарфур. Одним из самых существенных последствий избрания Судана в качестве члена Комиссия стало нежелание некоторых стран работать в рамках данного органа. 30 июля 2004 года именно Совет безопасности ООН, а не Комиссия по правам человека, принял резолюцию 13 голосами против 0 и двумя воздержавшимися (Китай и Пакистан), в которой угрожал Судану неопределёнными санкциями в случае, если ситуация в районе Дарфур не нормализуется в течение последующих 30 дней. Причиной стали нападения арабских вооружённых отрядов «Джанджавид» на африканских мусульман, проживающих на западе Судана, в Дарфуре.
США не раз критиковали Комиссию по правам человека за нежелание заняться реальными проблемами в сфере прав человека. В 2002 году США выбыли из Комиссии по решению других членов, многие из которых нарушали права человека, и в 2003 году Сирия выдвинула предложение обсудить «военные преступления США в Ираке». Но журналистка Анна Эплбаум написала, что «Европейский Союз и США также не освобождаются от порицания», и привела в качестве примера их нерешительность при голосовании и в выражении порицания действий российских властей в Чечне.

### Израиль
Комиссия часто критиковалась из-за предвзятого отношения к Израилю. В 2001 году Энн Баефски, профессор международного права в Йоркском университете Торонто, специализирующаяся в области прав человека, писала, что "члены Комиссии стараются избежать прямой критики в адрес государств, имеющих проблемы с соблюдением прав человека, часто акцентируя внимание на Израиле, стране, на которую, согласно анализу суммарных нарушений, в течение 30 лет Комиссия потратила 15 процентов своего времени, и в отношении которой составлена 1/3 всех резолюций, принятых применительно к конкретным странам".
В 2001 году на Всемирной конференции по борьбе против расизма, проходившей в Дурбане, в отсутствие представителей Израиля и еврейских неправительственных организаций, Израиль обвинили в геноциде и в апартеиде. Текст декларации неправительственных организаций на дурбанской конференции имел явно политический характер и отражал согласованное стремление ухудшить положение Израиля. Например, в статье 425 объявляется политика полной изоляции Израиля как страны с расистской дискриминацией. NGO Monitor, организация, наблюдающая за деятельностью неправительственных организаций, считает, что постоянное сравнение с Южной Африкой и апартеидом в корне ошибочно. Израиль предоставляет полное юридическое и гражданское равенство арабским меньшинствам.
15 апреля 2002 года (во время проведения операции «Защитная стена»), Комиссия одобрила резолюцию, подтверждающую «право палестинцев на борьбу против оккупации для достижения своей независимости», выполняя таким образом «одну из целей и задач Организации Объединенных Наций». Из 53 членов комиссии за резолюцию проголосовали 40 стран, семь воздержались.
Вальтер Левальтер, посол Германии в Комиссии, голосовавший «против», заявил после принятия резолюции, что в ней «нет какого-либо осуждения терроризма», и что «её текст может быть истолкован как одобрение насилия».
Альфред Мозес, бывший посол США в Комиссии, в последующем — руководитель группы мониторинга ООН «UN Watch», заявил по этому поводу, что «голосовать за принятие этой резолюции, значит голосовать за палестинский терроризм», и что:
Любая страна, потворствующая или проявляющая безразличие к убийству израильских граждан на рынках, в автобусах и кафе, потеряла какое-либо моральное право критиковать нарушения прав человека в Израиле.
Мари Жерве-Видрикер, посол Канады заявила, что:
Отсутствие в резолюции осуждения все актов терроризма, особенно в контексте последних терактов-самоубийств против израильских граждан, […] принципиально неприемлемо. […] Не может быть никакого оправдания терактам.
В этом же 2002 году данная резолюция была использована представителем Палестинской национальной администрации в ООН для оправдания теракта в Хевроне 15 ноября 2002 года, в котором были убиты 12 и ранены 15 израильтян, возвращавшихся с молитвы из Пещеры Праотцев.

### Дебаты на 60-й сессии Комиссии
Комиссию по правам человека ООН критиковали за то, что она не смогла применить стандарты Устава ко всем государствам-членам Комиссии. Когда в 2004 году на 60-й сессии начиналось обсуждение забивания женщин камнями, убийства во имя сохранения чести, увечий и смертной казни за вероотступничество, мусульманские представители отвергали «любую критику как вмешательство во внутренние дела суверенного государства».

## Права человека и психическое здоровье
В 1977 в составе Комиссии была сформирована «Подкомиссия по изучению (с целью, если это окажется возможным, составления рекомендаций) вопроса защиты лиц, содержащихся под стражей на почве психического нездоровья, от лечения, которое может неблагоприятно сказаться на личности человека и его психических и умственных способностях». Подкомиссии было поручено «определить, существуют ли основания для взятия под стражу на почве психического нездоровья».
Рекомендации, ставшие результатом работы комиссии, подверглись критике за неспособность защитить права пациентов, находящихся на принудительном лечении.